# 44-я истребительная авиационная дивизия ПВО (1949)
 44-я истребительная авиационная дивизия ПВО (44-я иад ПВО) — воинское соединение вооружённых СССР в составе войск ПВО.

## История наименований

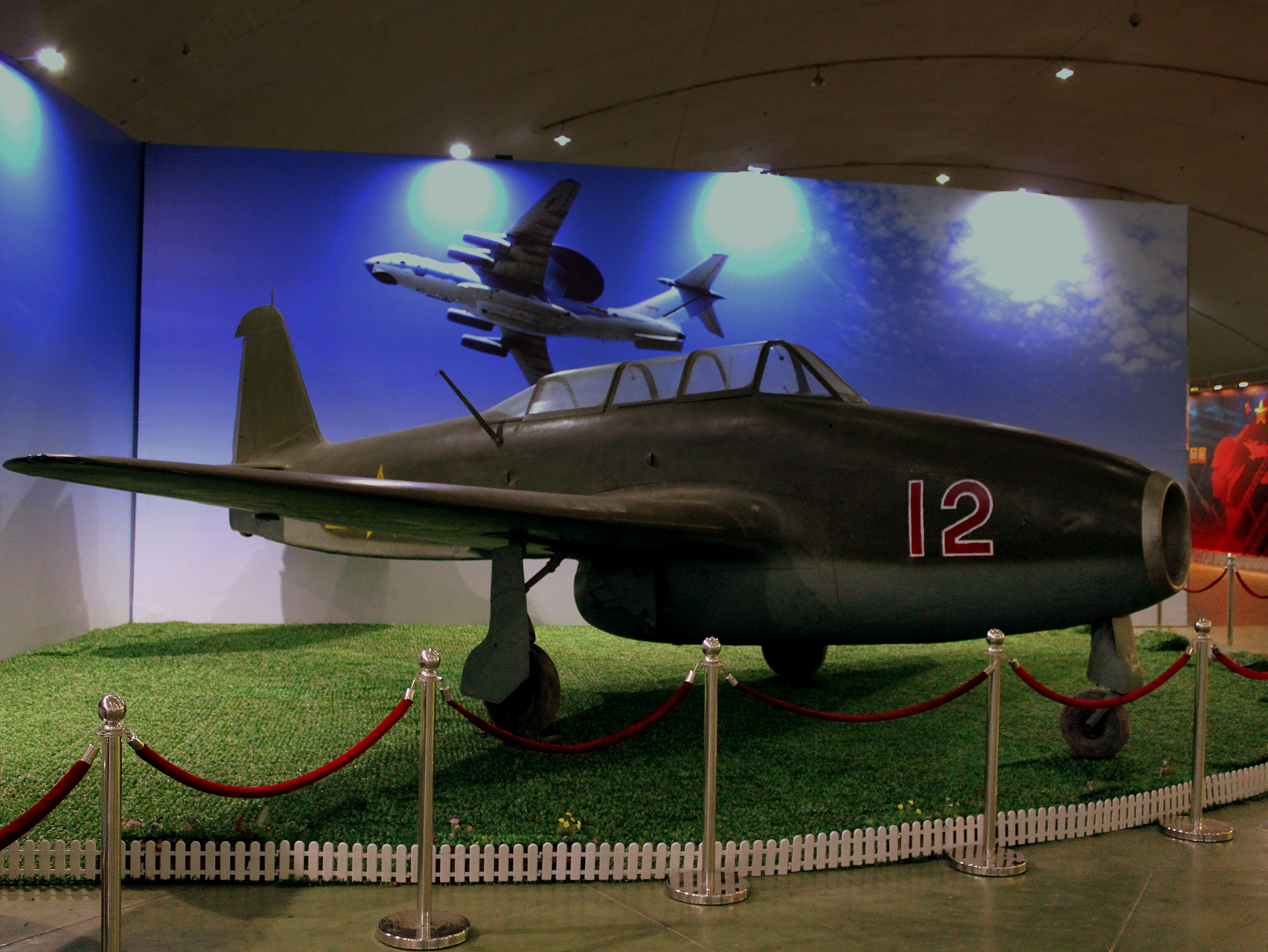
Як-17 в авиационном музее Китая

За весь период своего существования дивизия наименования не меняла:
- 44-я истребительная авиационная дивизия ПВО;
- 44-я истребительная авиационная дивизия.

## Формирование
44-я истребительная авиационная дивизия ПВО сформирована в феврале 1949 года в составе Ленинградского района ПВО на аэродроме Горелово Ленинградской области. В апреле 1949 года вошла в состав 25-й воздушной истребительной армии ПВО.

## Расформирование
44-я истребительная авиационная дивизия ПВО в соответствии с директивой Главного штаба войск ПВО страны была расформирована в составе Особой Ленинградской армии ПВО на аэродроме Горелово Ленинградской области в октябре 1961 года.

## В составе объединений
| Дата          | Округ (район) ПВО       | Армия ПВО                               |
| ------------- | ----------------------- | --------------------------------------- |
| 01.02.1949 г. | Ленинградский район ПВО |                                         |
| 01.04.1949 г. | Ленинградский район ПВО | 25-я воздушная истребительная армия ПВО |
| 01.06.1954 г. | ПВО страны              | Особая Ленинградская армия ПВО          |
| 01.02.1961 г. | ПВО страны              | 6-я отдельная армия ПВО                 |

## Части и отдельные подразделения дивизии
Состав дивизии изменения не претерпевал, в её состав входили полки:
| Период                        | Части                                                                           | Примечание                                                                     |
| ----------------------------- | ------------------------------------------------------------------------------- | ------------------------------------------------------------------------------ |
| 20.03.1948 г. — 15.11.1950 г. | 26-й гвардейский истребительный авиационный полк ПВО                            | Сиверский, Spitfire IX, Як-17, передан в 41-ю иад ПВО                          |
| 01.04.1949 г. — 08.07.1960 г. | 102-й гвардейский истребительный авиационный Выборгский полк ПВО                | Горелово, Spitfire IX, МиГ-15, МиГ-17, МиГ-19, расформирован                   |
| 18.04.1949 г. — 01.01.1953 г. | 298-й истребительный авиационный полк ПВО                                       | Горелово, Ла-11. Убыл в состав 64-го иак в Корею.                              |
| 16.12.1950 г. — 01.10.1961 г. | 11-й гвардейский истребительный авиационный Выборгский ордена Кутузова полк ПВО | Горелово, МиГ-15, МиГ-17, передан в 18-й корпус ПВО                            |
| 20.03.1953 г. — 25.03.1958 г. | 351-й истребительный авиационный полк ПВО                                       | Горелово, МиГ-15, МиГ-17, прибыл на замену 298-го иап из Кореи. Расформирован. |
| 10.02.1958 г. — 31.05.1960 г. | 29-й гвардейский истребительный авиационный Волховский полк ПВО                 | Левашово, МиГ-17, передан в 5-ю дивизию ПВО и расформирован.                   |
| 01.04.1960 г. — 01.10.1960 г. | 27-й гвардейский истребительный авиационный Выборгский Краснознамённый полк ПВО | Пушкин, МиГ-17, МиГ-19, передан в 18-й корпус ПВО.                             |

| МиГ-17 | МиГ-15 | МиГ-17 |

## Базирование
| Период            | Место базирования               |
| ----------------- | ------------------------------- |
| 02.1949 — 10.1961 | Горелово, Ленинградская область |